# Колосов, Виктор Павлович
Ви́ктор Па́влович Колосов (род. 23 марта 1953, Усть-Ивановка, Амурская область) — российский врач-пульмонолог, член-корреспондент РАМН (2011), академик РАН (2016). Заслуженный врач Российской Федерации (2004), Заслуженный деятель науки Российской Федерации (2011).

## Биография
Родился 23 марта 1953 года в с. Усть-Ивановка Благовещенского района Амурской области.
В 1976 году окончил Благовещенский медицинский институт.
В 1983 году защитил кандидатскую диссертацию («Сравнительная характеристика эффективности различных способов бронхоскопической санации при хроническом бронхите»), в 1991 году — докторскую («Профилактика неспецифических заболеваний легких в сельской местности Дальневосточного региона»).
С 1984 года по настоящее время работает в Благовещенске в Дальневосточном научном центре физиологии и патологии дыхания (ранее — Институт физиологии и патологии дыхания СО АМН СССР), где прошёл путь от руководителя лаборатории дифференциально-диагностических методов исследования неспецифических заболеваний лёгких до заместителя директора по научной и лечебной работе (с 1997 года) и директора Центра (с 2005 года).
Одновременно заведует кафедрой пульмонологии факультета последипломного образования Амурской государственной медицинской академии.
В 2011 году избран членом-корреспондентом РАМН, в 2014 году стал членом-корреспондентом РАН (в рамках присоединения РАМН и РАСХН к РАН). В 2016 году избран академиком РАН (Отделение медицинских наук РАН).

## Научная деятельность
Специалист в области клинической и экологической пульмонологии.
Внес большой вклад в развитие медицинской науки на Дальнем Востоке, став одним из лидеров отечественной пульмонологии. Его научные достижения связаны с изучением особенностей реакции дыхательной системы на воздействие техногенных и экстремальных природных факторов.
Основные научные результаты: исследованы молекулярно-генетические механизмы действия холода на дыхательную систему человека и разработаны новые молекулярные мишени для таргетной терапии бронхиальной астмы и хронической обструктивной болезни легких. Разработал новое научное направление в пульмонологии — системный анализ экзогенных влияний на дыхательную систему человека на основе математического моделирования патологических процессов, в рамках которого разработаны принципиально новые подходы к прогнозированию кардиореспираторных нарушений в клинической пульмонологии, предложены технологии клинико-физиологического прогнозирования, профилактики и лечения, защищенные патентами РФ.
Создатель дальневосточной научной школы пульмонологов, которая занимается вопросами клинического моделирования и прогнозирования течения болезней органов дыхания, изучением механизмов их формирования под влиянием факторов окружающей среды. Под его научным руководством защищены 8 докторских и 31 кандидатская диссертация.
Автор более 500 научных публикаций, в том числе 20 монографий, 63 патентов и авторских свидетельств на изобретения и полезные модели, 17 электронных баз данных и программ для ЭВМ, 12 методических изданий.
Член редколлегий журналов «Бюллетень физиологии и патологии дыхания», «Информатика и системы управления»; член редакционных советов журналов «Дальневосточный медицинский журнал», «Тихоокеанский медицинский журнал», «Амурский медицинский журнал»
Член президиума Дальневосточного отделения РАН, заместитель председателя Объединённого ученого совета ДВО РАН по медицинским и физиологическим наукам, сопредседатель научной секции Российского респираторного общества.

## Награды
- Орден Дружбы (14 ноября 2022 года) — за вклад в развитие науки и многолетнюю добросовестную работу[3]
- Заслуженный врач Российской Федерации (10 марта 2004 года) — за заслуги в области здравоохранения и многолетнюю добросовестную работу[4]
- Заслуженный деятель науки Российской Федерации (16 декабря 2011 года) — за заслуги в научной деятельности[5]